# Aérodrome de Cerfontaine
Ouvert en 2004, l'aérodrome de Cerfontaine, code OACI EBCF, est un aérodrome belge situé à Cerfontaine, en Région wallonne, dans la Province de Namur, non loin des lacs de l'Eau d'Heure. Il est essentiellement dévolu à l'aviation de tourisme, au vol à voile, aux vols en ULM, au parachutisme et aux acrobaties aériennes.  

## Histoire
La construction d'un aérodrome est envisagé au milieu des années 90 malgré une vive opposition des habitants locaux  mais sans se concrétiser. En 1999, le chantier débute pour être inaugurer ensuite en 2004 et ouvre finalement ses portes alors qu'une enquête publique a lieu pour vérifier si 12,5 millions d’euros on bien été investit dans le projet. 
Régulièrement critiquer par des riverains pour sa nuisance sonore, le gestionnaire a tenter d'innover pour atténuer ce problème,.   
En 2007, la direction de l'aérodrome change avec la volonté d'amener de nouveaux projets qui se diversifient en 2012 même si en 2015 les chiffres d'affaires ne sont pas importants. Deux ans plus tard, la société EBCF reprend la gestion du site de Cerfontaine.  
En 2022, dans le cadre du projet de construction d'un village aéronautique datant de 2011, le permis pour un circuit automobile à quelques encablures des Lacs de l’Eau d’Heure est refuser.  
Un projet de création d'un village aéronautique était en cours de réalisation sur le site mais en juin 2023, l'aérodrome est déclaré en état de faillite.
Depuis le 21 juillet 2023, l'aérodrome est de nouveau opérationnel pour le vol à voile et la pratique de la petite aviation sous l'égide de Sowaer. 

## Caractéristiques

### Situation
- Latitude : 50° 09' 10" Nord
- Longitude : 004° 23' 14" Est
- Altitude : 290 mètres (951 pieds)

| \| 50 km1:2 420 000 \| Amougies Arlon Cerfontaine Haren Latour Namur Saint-Hubert Spa · La Sauvenière Verviers Anvers Ostende · Bruges Bruxelles Charleroi · Bruxelles-Sud Courtrai Liège Beauvechain Bertrix Brustem Chièvres Coxyde Florennes Kleine-Brogel Melsbroek Moorsele Schaffen Weelde Zutendaal Gossoncourt Grimbergen Aéroport Aérodrome civil Aérodrome militaire |
| 50 km1:2 420 000 |

### Pistes
L'aérodrome dispose de deux pistes parallèles, toutes deux en herbe.
- 12L/30R: 798 m de long et 20 m de large.
- 12R/30L: 675 m de long et 30 m de large.

### Fréquence radio
- « Cerfontaine Radio » - 123.205 MHz

### Restaurant
- Le restaurant a dû fermer ses portes en 2019[21],[22].

### Accidents et faits divers
- En septembre 2007, le crash d'un petit avion de tourisme sur l'aérodrome provoque deux morts[23].
- En octobre 2010, un parachute se serait ouvert trop près du sol[24].
- En octobre 2011, un parachutiste s'est retrouver coincer dans un arbre[25].
- Le  13 juin 2014, un accident d'hélicoptère est survenu provoquant un mort[26].
- En avril 2021, un planneur s'écrase à l'aérodrome avant d'être emmener ensuite à l'hôpital[27].